# Best Scandal
Best Scandal (BEST★SCANDAL) је први студио албум јапанског рок бенда Скандал. Изашао је 21. октобра 2009. Пуштен је у продају у три верзије: регуларна ЦД верзија, Лимитирана верзија која се састоји од ЦД-а са DVD-ом и колекционарска верзија се састоји од ЦД-а и Албума за слике са 284 стране на којима су приказане фотографије од чланова бенда које су они сами фотографисали. Достигао је пето место на Орикон листама.

## Списак Песама
| №               | Назив                | Аутор(и)                           | Трајање |  |
| 1.              |                      | Томоми Огава, Јуичи Таџика         | 5:04    |  |
| 2.              | (少女S)              | Томоми Огава                       | 3:11    |  |
| 3.              |                      | Томоми Огава                       | 3:24    |  |
| 4.              | (恋模様)             | Харуна Оно                         | 3:44    |  |
| 5.              | (夢見るつばさ)       | Скандал, Аиџи Хајама, Сачио Кубота | 3:44    |  |
| 6.              | (アナタガマワル)     | Томоми Огава, Норијасу Ишики       | 4:19    |  |
| 7.              | (スペースレンジャー) | Томоми Огава, Харуна Оно           | 3:30    |  |
| 8.              |                      | Мами Сасазаки, Јуичи Таџика        | 3:45    |  |
| 9.              | (マボロシナイト)     | Скандал, Кен Иџима                 | 3:48    |  |
| 10.             | (キミと夜と涙)       | Рина Сузуки, Кен Иџима             | 4:21    |  |
| 11.             | (ひとつだけ)         | Харуна Оно                         | 3:19    |  |
| 12.             | (SAKURAグッバイ)     | Томоми Огава, MASTERWORKS          | 3:56    |  |
| 13.             | (カゲロウ)           | Томоми Огава, MASTERWORKS          | 4:27    |  |
| Укупно трајање: | Укупно трајање:      | Укупно трајање:                    | 50:32   |  |